# دشت خوردة (سروستان)
دشت خوردة (بالفارسية: دشت خورده) هي قرية تقع في إيران في Sarvestan Rural District. يقدر عدد سكانها بـ 29 نسمة بحسب إحصاء 2016.